# Col du Mont-Sion
Le col du Mont-Sion est un col de France, en Haute-Savoie, entre la commune d'Andilly au nord et celle de Saint-Blaise au sud. Situé à 785 mètres d'altitude entre la montagne de Sion à l'ouest et le Salève à l'est, il est franchi en surface par la route départementale D 1201 et en souterrain par l'A41 via le tunnel du Mont-Sion.

## Géographie

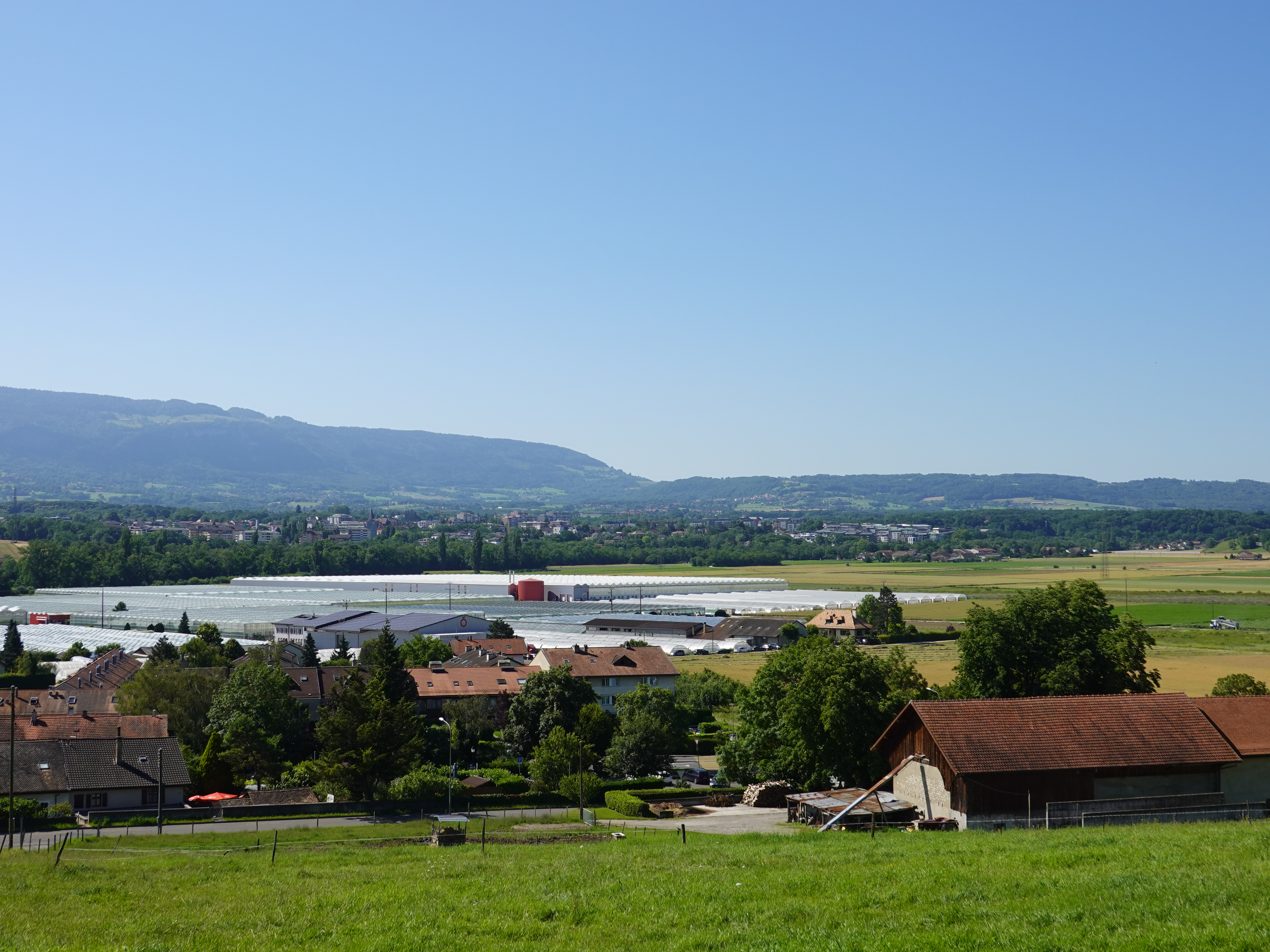
L'échancrure du col entre le Salève à gauche et la montagne de Sion à droite depuis Bernex dans le canton de Genève au nord.

Le col du Mont-Sion se situe dans le nord-ouest de la Haute-Savoie, entre Annecy en France à vingt kilomètres au sud-sud-est et Genève en Suisse à quinze kilomètres au nord-nord-est. Il se trouve à 785 mètres d'altitude, entre l'extrémité sud-ouest du Salève et la montagne de Sion à l'ouest, dans le Genevois, à la limite méridionale du bassin lémanique.
Le col est essentiellement situé sur le territoire de la commune de Saint-Blaise dont le village se trouve au sud ; le territoire communal d'Andilly, dont les hameaux composant la commune se trouvent au sud-ouest, forme une pointe au nord dont l'extrémité se trouve au col. Le territoire communal de Présilly s'étend sur l'ubac du col, à quelques centaines de mètres en direction du nord-est. Le hameau du Mont-Sion se trouve au col, sur le territoire de la commune de Saint-Blaise et le lieu-dit Chez Cusin se trouve à l'ouest, sur le territoire communal d'Andilly. Plusieurs hameaux portent le nom de « Mont-Sion » ou « Mont Sion » : celui au col à Saint-Blaise, une ferme à 1,7 kilomètre au nord-nord-ouest à Présilly et un lieu-dit à 6 kilomètres à l'ouest à Jonzier-Épagny.
Avec le col d'Évires à l'est de l'autre côté du Salève, il constitue une importante voie de communication entre le massif du Jura à l'ouest et les Alpes à l'est, permettant de relier le Léman et le plateau suisse au nord aux Pays de Savoie au sud.

## Histoire

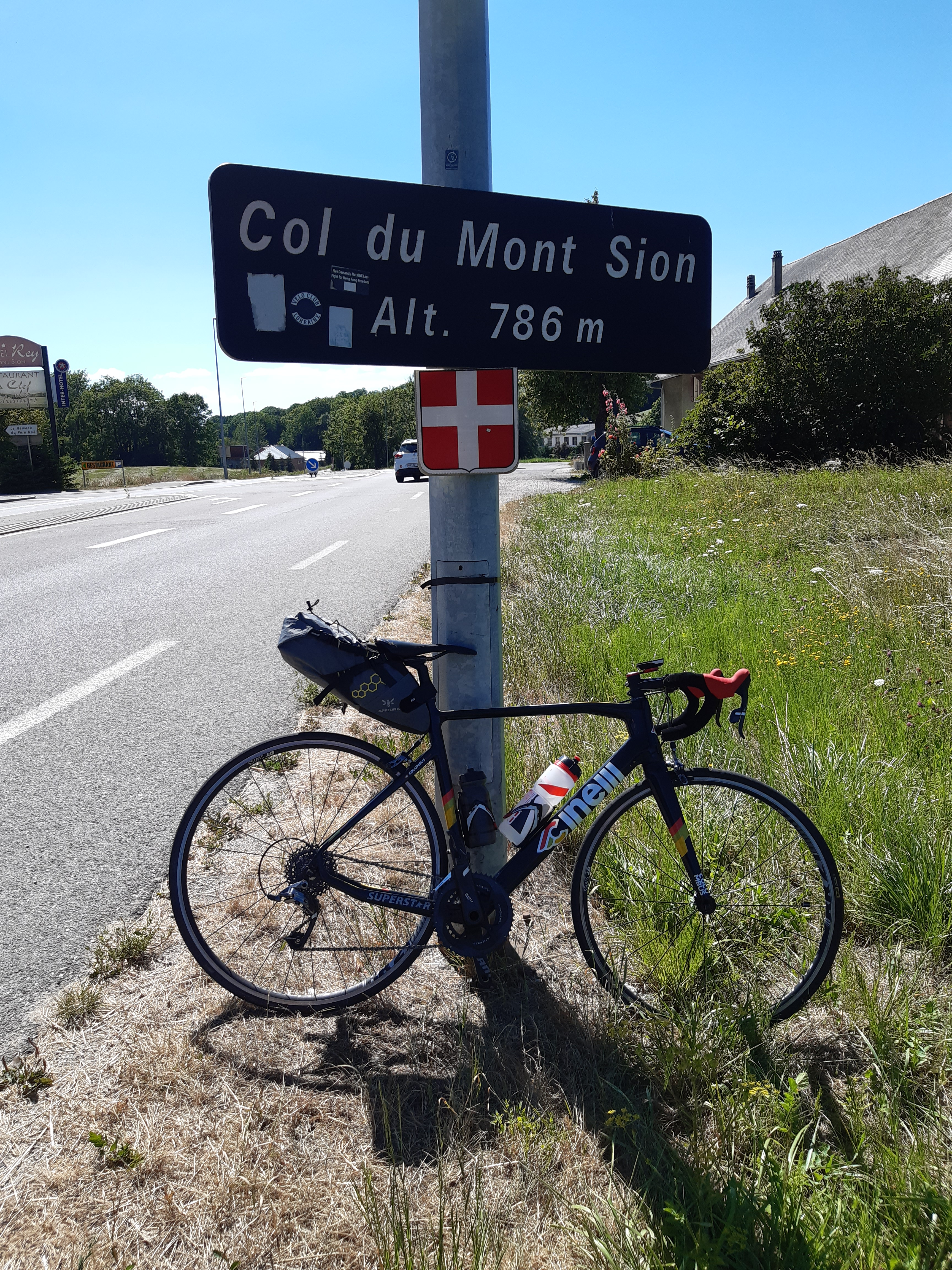
Panneau au col.